# Ferdinand Drugčevič
Ferdinand Drugčevič (* 20. Mai 1856 in Engelsdorf; † 12. April 1928 in Graz) war ein österreichischer Sammler und Präparator von Fossilien.

## Leben
Drugčevič wurde 1894 zunächst provisorisch und ab 1895 dauerhaft am Landesmuseum Joanneum in Graz angestellt. Er war zunächst Hilfsbeamter, später Beamter des Hilfsdienstes. Damals war die geologische Abteilung des Joanneum von Vinzenz Hilber gerade gegründet worden und es mussten durch Aufsammlungsreisen Fossilien beschafft werden. An diesen nahm Drugčevič zunächst als Begleiter teil, später führte er selbstständig Sammlungen durch. Im Museum bestand seine Hauptaufgabe in der Präparation und Aufstellung der Sammlungsstücke.
Drugčevič wurde anlässlich einer Reise mit dem früheren Museumssekretär Geßmann eine Montanistische Verdienstmedaille verliehen.